# Goiano
Goiano, właśc. Clenílton Ataíde Cavalcante (ur. 24 września 1935 w Rio Branco) – brazylijski piłkarz, występujący podczas kariery na pozycji napastnika.

## Kariera klubowa
Piłkarską karierę Goiano rozpoczął w Flamengo Itajuípe w 1956 roku. W latach 1957–1958 występował w Américe Belo Horizonte. Z Américą zdobył mistrzostwo stanu Minas Gerais – Campeonato Mineiro w 1957 roku. W latach 1958–1959 występował w Batatais FC, a 1959–1960 w Santa Cruz Recife, z którym dwukrotnie zdobył mistrzostwo stanu Pernambuco – Campeonato Pernambucano w 1959 i 1960 roku.
W latach 1960–1962 był zawodnikiem SE Palmeiras. Karierę zakończył w Vila Nova Goiânia w 1964 roku. Z Vila Novą dwukrotnie zdobył mistrzostwo stanu Goiás – Campeonato Goiano w 1962 i 1963 roku.

## Kariera reprezentacyjna
W reprezentacji Brazylii Goiano zadebiutował 19 grudnia 1959 w wygranym 3-1 meczu z reprezentacją Ekwadoru podczas drugiego turnieju Copa América 1959 w Ekwadorze, na którym Brazylia zajęła trzecie miejsce. Obok tego meczu w turnieju wystąpił w meczach z Argentyną. Ostatni raz w reprezentacji Goiano wystąpił 27 grudnia 1959 w wygranym 2-1 towarzyskim meczu z reprezentacją Ekwadoru.